# آييم
آييم هي بلدة في مقاطعة جلاقدوق في ولاية أنديجان في أوزبكستان.